# Меркурьев, Игорь Владимирович
И́горь Влади́мирович Мерку́рьев (род. 2 ноября 1966, Архангельск) — советский и российский учёный-механик, доктор технических наук, заведующий кафедрой робототехники, мехатроники, динамики и прочности машин (РМДиПМ) НИУ «МЭИ», исполняющий обязанности директора Института энергомашиностроения и механики МЭИ (ЭнМИ).

## Биография
В 1992 году окончил Энергомашиностроительный факультет МЭИ (выпускник кафедры гидромеханики и гидравлических машин), а в 1995 году окончил аспирантуру при кафедре теоретической механики МЭИ и защитил кандидатскую диссертацию (научный руководитель — Ю. Г. Мартыненко). После защиты остался работать на кафедре теоретической механики.
В 2008 году защитил докторскую диссертацию (тема — «Динамика гироскопических чувствительных элементов систем ориентации и навигации малых космических аппаратов»). В 2009 году сменил профессора А. И. Кобрина на должности заведующего кафедрой теоретической механики и мехатроники МЭИ.
Работая в этой должности, И. В. Меркурьев занимается расширением спектра проводимых на кафедре научных исследований и укреплением её материальной базы. Так, 24 ноября 2014 года было открыто новое структурное подразделение ЭнМИ — межкафедральная лаборатория «Центра энергетических технологий и робототехники». Техническое оснащение лаборатории включает три рабочих места для операторов и выпущенное компанией KUKA оборудование: промышленный робот KUKA KR6 sixx R900 AGILUS и две мобильные платформы KUKA youBot, на каждой из которых установлен манипулятор. Оборудование лаборатории используется в учебном процессе и для совместных научных исследований, ведущихся на кафедрах Основ конструирования машин и Теоретической механики и мехатроники.
С 1 сентября 2016 года к кафедре теоретической механики и мехатроники была присоединена кафедра динамики и прочности машин (ДПМ). И. В. Меркурьев стал заведующим объединённой кафедрой, получившей название «Кафедра робототехники, мехатроники, динамики и прочности машин» (сокращённое наименование РМДиПМ).
В феврале 2019 года И. В. Меркурьев назначен исполняющим обязанности директора ЭнМИ, а в марте того же года введён в состав Совета директоров институтов НИУ «МЭИ».
Женат, имеет двоих детей.

## Научная деятельность
К области научных интересов И. В. Меркурьева относятся теория гироскопов, мехатроника, теория автоматического управления и др. Им были, в частности, получены новые аналитические решения задач нелинейной динамики микромеханического и волнового твердотельного гироскопов, разработаны методики расчёта влияния анизотропных и нелинейных свойств конструкционных материалов на динамику и точность гироскопов, созданы алгоритмы управления и обработки первичной информации гироскопических и оптико-электронных датчиков, позволившие обеспечить аналитическую компенсацию систематических погрешностей и добиться существенного повышения точности измерений.
Разработанное И. В. Меркурьевым бортовое программное обеспечение звёздного датчика включено в состав интегрированных систем управления некоторыми спутниками для дистанционного зондирования Земли и телекоммуникаций.
И. В. Меркурьевым опубликовано свыше 100 научных трудов, включая монографию и ряд учебных пособий; автор 3 патентов на изобретения.

## Публикации

### Монографии и учебники
- Александров А. М., Губаренко С. И., Меркурьев И. В.  Линейные одномерные системы автоматического управления: Учебное пособие. — М.: Изд-во МЭИ, 1998. — 86 с.
- Меркурьев И. В., Подалков В. В.  Тензоры в механике твёрдого и деформируемого тела: Учебное пособие. — М.: Издат. дом МЭИ, 2007. — 45 с. — ISBN 978-5-383-00141-7.
- Меркурьев И. В., Подалков В. В.  Динамика микромеханического и волнового твердотельного гироскопов. — М.: Физматлит, 2009. — 226 с. — ISBN 978-5-9221-1125-6.

### Статьи
- Губаренко С. И., Меркурьев И. В.  Расчёт полей, сил и зарядов в электростатическом подвесе проводящего шара численными методами с учётом краевых эффектов // Гироскопия и навигация. — 1996. — № 2. — С. 25—33.
- Губаренко С. И., Меркурьев И. В.  Синтез системы стабилизации программного движения мобильного робота с помощью прямого метода Ляпунова // Доклады международной конференции «Информационные средства и технологии» (Москва, 17—19 октября 2000 г.). Т. 3. — М.: Изд-во «Станкин», 2000. — С. 103—106.
- Губаренко С. И., Меркурьев И. В.  Алгоритм кинематического управления движением мобильного робота для перевода его в заданную точку конфигурационного пространства // Доклады международной конференции «Информационные средства и технологии» (Москва, 16—18 октября 2001 г.). Т. 2. — М.: Изд-во «Станкин», 2001. — С. 159—162.
- Гладыревский А. Г., Губаренко С. И., Меркурьев И. В.  Методы и алгоритмы определения ориентации космических аппаратов с помощью астродатчиков // Проблемы и перспективы развития прецизионной механики и управления в машиностроении: Тезисы докладов международной конференции (октябрь 2002 г.). — Саратов, 2002. — С. 87—89.
- Гавриленко А. Б., Меркурьев И. В.  Разработка алгоритмического и программного обеспечения астронавигационной системы космического аппарата // Доклады международной конференции «Информационные средства и технологии» (Москва, 12—14 октября 2004 г.). Т. 1. — М.: Янус-К, 2004. — С. 84—87.
- Меркурьев И. В.  Влияние неравномерной толщины полусферического резонатора на точность волнового твердотельного гироскопа // Гироскопия и навигация. — 2005. — № 3. — С. 52—58.
- Меркурьев И. В., Подалков В. В.  Влияние малой анизотропии материала резонатора на собственные частоты и уходы волнового твердотельного гироскопа // Приборы и системы. Управление, контроль, диагностика. — 2005. — № 10. — С. 33—36.
- Донник А. С., Меркурьев И. В., Подалков В. В.  Влияние поступательной вибрации основания на динамику волнового твердотельного гироскопа // Гироскопия и навигация. — 2007. — № 1. — С. 62—68.
- Martynenko Y. G., Merkuryev I. V., Podalkov V. V.  Control of nonlinear vibrations of vibrating ring microgyroscope // Mechanics of Solids. — 2008. — Vol. 43, № 3. — P. 379—390.
- Меркурьев И. В., Подалков В. В.  Управление амплитудой и формой колебаний резонатора волнового твердотельного гироскопа // Вестник МЭИ. — 2008. — № 4. — С. 5—13.
- Martynenko Y. G., Merkuryev I. V., Podalkov V. V.  Dynamycs of a ring micromechanical gyroscope in the forced-oscillation mode // Gyroscopy and Navigation. — 2010. — Vol. 1, № 1. — P. 43—51.
- Martynenko Y. G., Merkuryev I. V., Podalkov V. V.  Nonlinear Dynamics of a MEMS Turning Fork Gyroscope // Science China. Technological Sciences. — 2011. — Vol. 54, № 5. — P. 1078—1083.
- Меркурьев И. В., Подалков В. В., Ву Тхе Чунг Зыап.  Нелинейные эффекты в динамике микромеханического гироскопа при угловой вибрации основания // Вестник МЭИ. — 2011. — № 5. — С. 75—82.
- Merkuryev I. V.  A MEMS-based multi-sensor system for satellite high-accuracy attitude determination // Advances in the Astronautical Sciences. — 2012. — Vol. 145. — P. 365—379.
- Меркурьев И. В., Подалков В. В., Сбытова Е. С.  Динамика микромеханического вибрационного гироскопа с резонатором в виде упругих пластин // Вестник МЭИ. — 2013. — № 1. — С. 5—8.
- Меркурьев И. В., Подалков В. В.  Влияние вибраций и ударов на динамику микромеханического вибрационного гироскопа // Trends in Applied Mechanics and Mechatronics. Т. 1 / Под ред. М. Н. Кирсанова. — М.: ИНФРА-М, 2015. — 120 с. — (Научная мысль). — ISBN 978-5-16-011287-9. — С. 109—119.